# Wartburgs voetbalkampioenschap 1928/29
In 1928/29 werd het negende Wartburgs voetbalkampioenschap gespeeld, dat georganiseerd werd door de Midden-Duitse voetbalbond. Preußen Langensalza werd kampioen en plaatste zich zo voor de Midden-Duitse eindronde. De club versloeg VfL 08 Duderstadt en verloor dan van VfB 1907 Coburg.

## Gauliga
| Plaats | Club                        | Wed. | W  | G | V  | Saldo | Ptn.  |
| ------ | --------------------------- | ---- | -- | - | -- | ----- | ----- |
| 1.     | FC Preußen 1909 Langensalza | 16   | 14 | 1 | 1  | 88:32 | 29:3  |
| 2.     | SV 1901 Gotha               | 16   | 13 | 0 | 3  | 60:25 | 26:6  |
| 3.     | SC Borussia Eisenach        | 16   | 8  | 3 | 5  | 51:32 | 19:13 |
| 4.     | FC Wacker 1907 Gotha        | 16   | 7  | 1 | 8  | 44:44 | 15:17 |
| 5.     | VfB 1909 Mühlhausen         | 16   | 6  | 3 | 7  | 43:47 | 15:17 |
| 6.     | SpVgg 1909 Eisenach         | 16   | 6  | 2 | 8  | 37:44 | 14:18 |
| 7.     | FC Meteor Waltershausen     | 16   | 4  | 2 | 10 | 21:54 | 10:22 |
| 8.     | SV 1899 Mühlhausen          | 16   | 4  | 1 | 11 | 32:56 | 9:23  |
| 9.     | SpVgg Schlotheim            | 16   | 2  | 3 | 11 | 24:66 | 7:25  |

|  | Kampioen, geplaatst voor Midden-Duitse eindronde |